# اچ.آر.اف. کیتینگ
هَری ریموند فیتزوالتر کیتینگ (انگلیسی: Henry Reymond Fitzwalter Keating؛ ‏ ۳۱ اکتبر ۱۹۲۶ – ۲۷ مارس ۲۰۱۱) نویسنده داستان‌های جنایی و منتقد ادبی اهل بریتانیا بود.
از فیلم‌هایی که وی در آن‌ها نقش داشته‌است، می‌توان به قتل بی‌نقص اشاره نمود.